# Motorway M-7 (Pakistan)
Der Motorway M-7 ist eine geplante Autobahn in Pakistan. 

## Bau
Es ist noch nicht klar, wann die M-7 gebaut werden soll. Es werden Baukosten von 13 Milliarden Pakistanische Rupie (entspricht ca. 8,17 Millionen Euro) geschätzt.

## Verlauf
Die folgenden Ortschaften liegen entlang der geplanten Strecke:
- Kakkar
- Dadu
- Dureji
- Karatschi